# Helvetic Airways
Helvetic Airways, anteriormente llamada Odette Airways, es una aerolínea regional suiza con sede en Kloten y su flota estacionada en el aeropuerto internacional de Zúrich. Opera vuelos a destinos en Europa y el norte de África, principalmente a destinos vacacionales, en su propio nombre, así como vuelos programados en nombre de Swiss International Air Lines y Lufthansa, utilizando su flota de Embraer E190 y E195 y Embraer E190-E2 y E195-E2.  

## Historia
Helvetic Airways se fundó en otoño de 2003 como una renovación de la marca y una ampliación de la aerolínea existente Odette Airways, para prestar servicios a destinos del sudeste de Europa. La primera aerolínea de bajo coste de Suiza comenzó a operar en noviembre, con un Fokker 100 que volaba a tres destinos. En 2004, la flota había crecido hasta siete aviones.
En diciembre de 2006, la aerolínea presentó una nueva imagen para sus aviones. Desde entonces, todos los Fokker 100 tienen colores rojo, blanco y gris plateado, con la cruz suiza en la aleta de cola.
En octubre de 2010, los medios de comunicación suizos anunciaron una nueva base en el aeropuerto de Berna.
El 18 de febrero de 2013, en el robo de diamantes belga de 2013, ocho hombres armados con armas automáticas y vestidos con uniformes de policía se apoderaron de 120 paquetes pequeños, que contenían un valor estimado de 50 millones de dólares en diamantes de un avión de pasajeros Fokker 100 de Helvetic Airways, cargado con pasajeros que se preparaban para partir a Zúrich. Los hombres condujeron dos vehículos a través de un agujero que habían cortado en la valla perimetral del aeropuerto hasta el vuelo LX789, que acababa de ser cargado con diamantes desde un furgón blindado de Brink's. Los hombres pudieron ejecutar la operación en cinco minutos sin sufrir lesiones y sin disparar un solo tiro.
En diciembre de 2014, Helvetic Airways comenzó a hacerse cargo de siete Embraer E190, que habían volado para la aerolínea austriaca Niki.
Desde marzo de 2016, existe un contrato de arrendamiento con tripulación con Lufthansa para la ruta Zúrich-Múnich.
En 2018, Swiss International Air Lines amplió su asociación con Helvetic Airways, anunciando que usará hasta ocho aviones Embraer E190-E2 de Helvetic Airways o equipos similares en su red de rutas a partir de 2019. El 14 de junio de 2019, el último Fokker 100 de Helvetic Airways abandonó la flota. Poco después, el 29 de octubre de 2019, la aerolínea recibió su primer avión Embraer E190-E2.

### Impacto de lapandemia de COVID-19
Durante una conferencia de la empresa en 2022, Martin Ebner, propietario de la aerolínea, habló sobre cómo Helvetic decidió no presionar para firmar un contrato con Swiss International Air Lines que exigiera a esta última pagar sus tarifas de arrendamiento con tripulación mientras las flotas de las aerolíneas estaban en tierra durante la pandemia de COVID-19, perdiendo millones. Al hacerlo, Ebner argumentó que Helvetic ayudó a aliviar la carga de reembolso de boletos de Swiss durante la pandemia. A pesar de esto, Swiss redujo posteriormente su acuerdo de arrendamiento con tripulación con Helvetic de ocho a cuatro aviones, una medida que Ebner consideró un "incumplimiento de contrato" que empeoró los problemas de Helvetic durante la pandemia. 
Sin embargo, Helvetic Airways reembolsó rápidamente a las agencias de viajes y a todos sus pasajeros afectados. Pudieron permitírselo al confiar en tarifas de arrendamiento reducidas pagaderas a la empresa matriz, Helvetic Group, y al cambiar a un modelo de empleo temporal a corto plazo menos costoso con menos horas de trabajo para sus pilotos, tripulación y otros empleados (lo que implica una menor compensación). Además, a diferencia de Swiss, la empresa no recibió ayuda gubernamental y había conseguido financiación para sus nuevos aviones Embraer utilizando sus propios fondos (a su vez garantizados por los propios activos de Ebner), con lo que finalmente logró capear la crisis.
Su primer Embraer E 195-E2 fue entregado el 25 de junio de 2021 y está registrado HB-AZI. Según la compañía, se entregarán tres Embraer más hasta julio de 2021. La compañía comunica que la renovación total de su flota se completará a partir del 18 de agosto de 2021.

## Destinos
Actualmente (febrero de 2025), la compañía ofrece los siguientes destinos desde Zúrich o Berna:
| Países    | Destinos          | Aeropuertos                                             | Notas                | Desde | Desde |
| Países    | Destinos          | Aeropuertos                                             | Notas                | BRN   | ZRH   |
| --------- | ----------------- | ------------------------------------------------------- | -------------------- | ----- | ----- |
| Chipre    | Lárnaca           | Aeropuerto Internacional de Lárnaca                     | Estacional (verano)  | X     |       |
| España    | Palma de Mallorca | Aeropuerto de Palma de Mallorca                         | Estacional (verano)  | X     |       |
| Finlandia | Kittilä           | Aeropuerto de Kittilä                                   | Estacional (inverno) | X     | X     |
| Grecia    | Cos               | Aeropuerto Internacional de Kos-Hipócrates              | Estacional (verano)  | X     |       |
| Grecia    | Heraclión         | Aeropuerto Internacional de Heraclión Nikos Kazantzakis | Estacional (verano)  | X     |       |
| Grecia    | Rodas             | Aeropuerto Internacional de Rodas-Diágoras              | Estacional (verano)  | X     |       |
| Suiza     | Berna             | Aeropuerto de Berna                                     | Hub principal        |       |       |
| Suiza     | Zúrich            | Aeropuerto Internacional de Zúrich                      | Hub secundario       |       |       |
| Túnez     | Monastir          | Aeropuerto Internacional de Monastir-Habib Burguiba     | Estacional (verano)  | X     |       |
| Túnez     | Yerba             | Aeropuerto de Yerba-Zarzis                              | Estacional (verano)  | X     |       |

### Antiguos destinos
| Países              | Destinos             | Aeropuertos                             | Notas   |
| ------------------- | -------------------- | --------------------------------------- | ------- |
| Alemania            | Rostock              | Aeropuerto de Rostock-Laage             |         |
| Egipto              | Hurgada              | Aeropuerto Internacional de Hurghada    |         |
| España              | Jerez de la Frontera | Aeropuerto de Jerez                     |         |
| Finlandia           | Kuusamo              | Aeropuerto de Kuusamo                   |         |
| Francia             | Burdeos              | Aeropuerto de Burdeos-Mérignac          |         |
| Francia             | Calvi                | Aeropuerto de Calvi Sainte-Catherine    |         |
| Francia             | Lourdes              | Aeropuerto de Tarbes-Lourdes-Pirineos   | Chárter |
| Francia             | Saint-Louis          | Aeropuerto de Basilea-Mulhouse-Friburgo |         |
| Grecia              | Préveza              | Aeropuerto Nacional de Aktion           | Chárter |
| Grecia              | Santorini            | Aeropuerto Nacional de Santorini        |         |
| Grecia              | Zante                | Aeropuerto Internacional de Zante       |         |
| Irlanda             | Shannon              | Aeropuerto Internacional de Shannon     |         |
| Islandia            | Reikiavik            | Aeropuerto Internacional de Keflavík    | Chárter |
| Italia              | Bríndisi             | Aeropuerto de Bríndisi                  |         |
| Italia              | Catania              | Aeropuerto de Catania-Fontanarossa      |         |
| Italia              | Lamerzia Terme       | Aeropuerto de Lamezia Terme             |         |
| Italia              | Olbia                | Aeropuerto de Olbia-Costa Smeralda      |         |
| Kosovo              | Pristina             | Aeropuerto Internacional de Pristina    | Chárter |
| Luxemburgo          | Luxemburgo           | Aeropuerto de Luxemburgo Findel         |         |
| Macedonia del Norte | Skopie               | Aeropuerto de Skopie                    | Chárter |
| Macedonia del Norte | Ohrid                | Aeropuerto de Ohrid San Pablo Apóstol   | Chárter |
| Noruega             | Tromsø               | Aeropuerto de Tromsø-Langnes            |         |
| Reino Unido         | Bristol              | Aeropuerto Internacional de Bristol     |         |
| Reino Unido         | Glasgow              | Aeropuerto Internacional de Glasgow     |         |
| Turquía             | Antalya              | Aeropuerto de Antalya                   |         |

## Flota

### Flota actual
La flota de Helvetic Airways se compone de las siguientes aeronaves:
| Aeronaves       | En servicio | Pedidos | Pasajeros (clase única)                            | Matrículas                                         | Antigüedad                                         | Notas                                              |
| --------------- | ----------- | ------- | -------------------------------------------------- | -------------------------------------------------- | -------------------------------------------------- | -------------------------------------------------- |
| Embraer E190    | 6           | —       | 112                                                | HB-JVN                                             | 15,8 años                                          | Operando para Swiss International Air Lines        |
| Embraer E190    | 6           | —       | 112                                                | HB-JVO                                             | 15,7 años                                          | Operando para Swiss International Air Lines        |
| Embraer E190    | 6           | —       | 112                                                | HB-JVM                                             | 14,8 años                                          | Operando para Swiss International Air Lines        |
| Embraer E190    | 6           | —       | 112                                                | HB-JVP                                             | 14,4 años                                          | Operando para Swiss International Air Lines        |
| Embraer E190    | 6           | —       | 112                                                | HB-JVX                                             | 12 años                                            | Operando para Swiss International Air Lines        |
| Embraer E190    | 6           | —       | 112                                                | HB-JVY                                             | 12 años                                            | Operando para Swiss International Air Lines        |
| Embraer E195    | 4           | —       | 122                                                | HB-JVJ                                             | 14,4 años                                          | Operando para Swiss International Air Lines        |
| Embraer E195    | 4           | —       | 122                                                | HB-JVW                                             | 13,8 años                                          | Operando para Swiss International Air Lines        |
| Embraer E195    | 4           | —       | 118                                                | HB-JVA                                             | 13,3 años                                          | Operando para Swiss International Air Lines        |
| Embraer E195    | 4           | —       | 122                                                | HB-JVZ                                             | 13,3 años                                          | Operando para Swiss International Air Lines        |
| Embraer E190-E2 | 8           | —       | 110                                                | HB-AZA                                             | 5,3 años                                           |                                                    |
| Embraer E190-E2 | 8           | —       | 110                                                | HB-AZB                                             | 5,2 años                                           |                                                    |
| Embraer E190-E2 | 8           | —       | 110                                                | HB-AZC                                             | 5 años                                             |                                                    |
| Embraer E190-E2 | 8           | —       | 110                                                | HB-AZD                                             | 4,7 años                                           |                                                    |
| Embraer E190-E2 | 8           | —       | 110                                                | HB-AZE                                             | 4,7 años                                           | Operando para Swiss International Air Lines        |
| Embraer E190-E2 | 8           | —       | 110                                                | HB-AZF                                             | 4,4 años                                           |                                                    |
| Embraer E190-E2 | 8           | —       | 110                                                | HB-AZG                                             | 4,1 años                                           | Operando para Swiss International Air Lines        |
| Embraer E190-E2 | 8           | —       | 110                                                | HB-AZH                                             | 4 años                                             | Operando para Swiss International Air Lines        |
| Embraer E195-E2 | 4           | —       | 134                                                | HB-AZI                                             | 3,7 años                                           | Operando para Swiss International Air Lines        |
| Embraer E195-E2 | 4           | —       | 134                                                | HB-AZJ                                             | 3,7 años                                           | Operando para Swiss International Air Lines        |
| Embraer E195-E2 | 4           | —       | 134                                                | HB-AZK                                             | 3,7 años                                           | Operando para Swiss International Air Lines        |
| Embraer E195-E2 | 4           | —       | 134                                                | HB-AZL                                             | 3,6 años                                           | Operando para Swiss International Air Lines        |
| Total           | 22          | —       | Edad media de la flota (febrero de 2025): 8,7 años | Edad media de la flota (febrero de 2025): 8,7 años | Edad media de la flota (febrero de 2025): 8,7 años | Edad media de la flota (febrero de 2025): 8,7 años |

### Flota histórica
La flota de Helvetic Airways estuvo compuesta por las siguientes aeronaves:
| Aeronaves               | Total | Introducido | Retirado | Matrículas                                                              |
| ----------------------- | ----- | ----------- | -------- | ----------------------------------------------------------------------- |
| Airbus A319             | 1     | 2013        | 2017     | HB-JVK                                                                  |
| Fokker 100              | 9     | 2003        | 2019     | HB-JVA, HB-JVB, HB-JVC, HB-JVD, HB-JVE, HB-JVF, HB-JVG, HB-JVH y HB-JVI |
| McDonnell Douglas MD-83 | 1     | 2003        | 2004     | HB-INV                                                                  |